# 洽圖洽週末市集
洽圖洽週末市集（英語：Chatuchak Weekend Market），又稱乍都節週末市集、札都甲假日市集，位於泰國曼谷乍都節區，是泰國最大的市集，占地約0.14平方公里（約35英畝），於1982年開始營業，約有1萬5千個攤位左右，大部分攤位只於周末營業，粗略估計每個營業日約有20萬旅客到訪。
2008年6月開始市集全區禁菸，違者將罰款2000泰銖。

## 交通
- BTS慕七車站（Mo Chit）
- MRT乍都節公園車站（Chatuchak Park）或甘烹碧車站（Kamphaeng Phet）

## 图片

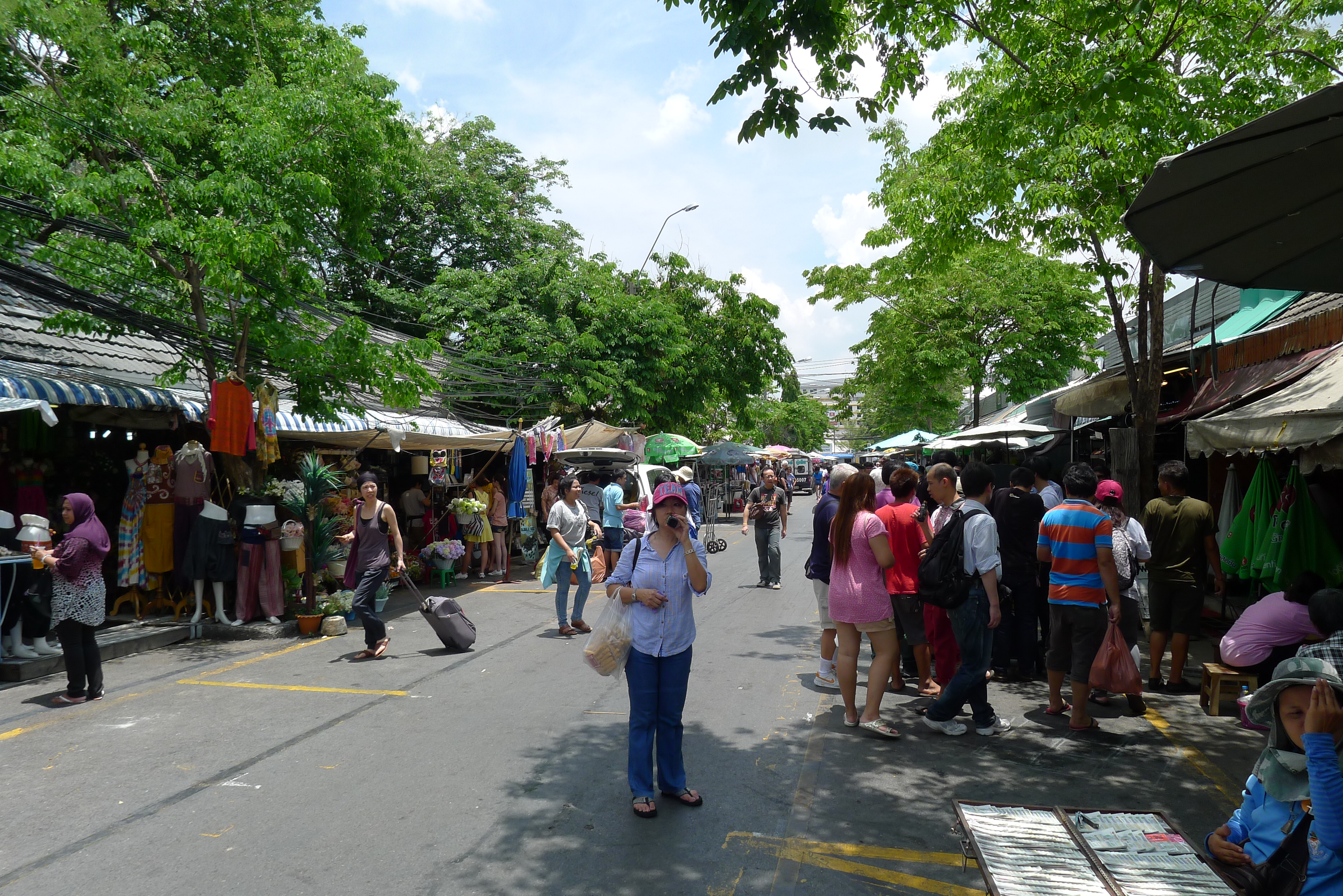
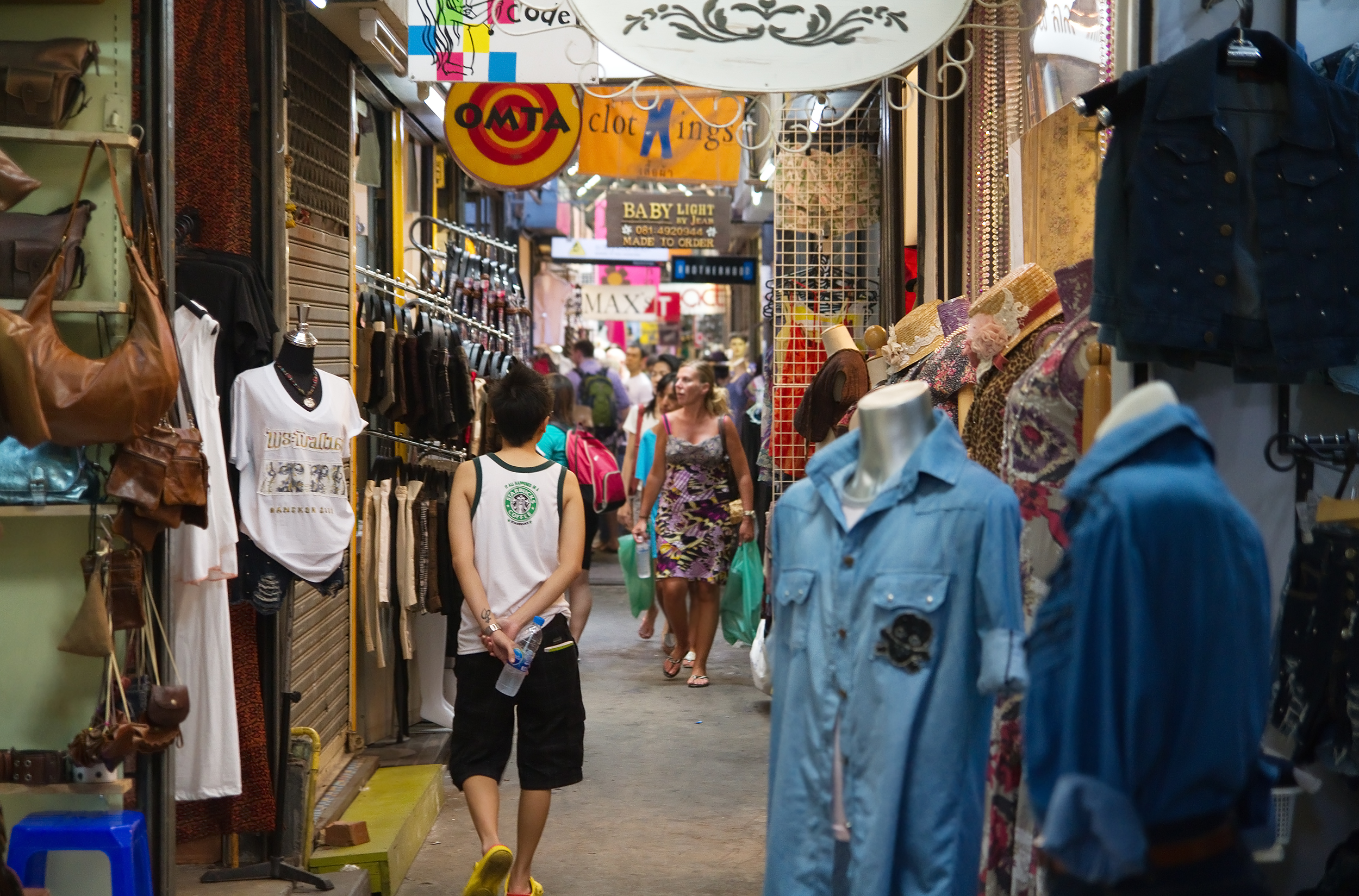
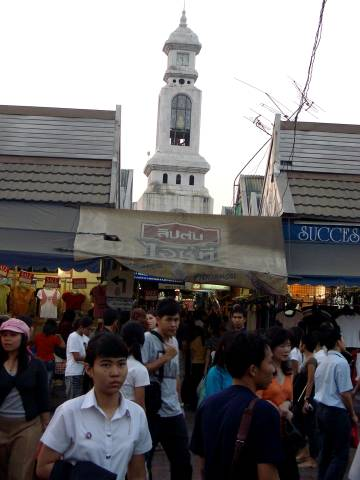

## 外部連結
- Chatuchak Market （页面存档备份，存于）